# جورج ای. کوگیل
جورج ای. کوگیل (انگلیسی: George E. Coghill; ۱۷ مارس ۱۸۷۲ – ۲۳ ژوئیهٔ ۱۹۴۱) دانشمند اهل ایالات متحده  و از برندگان جایزه آکادمی ملی علوم بود.